# Euriphene mandinga
Euriphene mandinga är en fjärilsart som beskrevs av Felder 1860. Euriphene mandinga ingår i släktet Euriphene och familjen praktfjärilar. Inga underarter finns listade i Catalogue of Life.